# Simaxis
Simaxis (en sard, Simaghis) és un municipi italià, dins de la província d'Oristany. L'any 2007 tenia 2.157 habitants. Es troba a la regió de Campidano di Oristano. Limita amb els municipis d'Ollastra, Oristano, Siamanna, Siapiccia, Solarussa i Zerfaliu.

## Administració
| Període | Identitat       | Partit        |
| ------- | --------------- | ------------- |
| 2005-   | Francesco Cossu | Llista cívica |